# Isanguele
Isanguele (ou Isangele) est une commune (Council) du Cameroun située dans la région du Sud-Ouest et le département du Ndian, à proximité de la frontière avec le Nigeria.

## Population
Lors du recensement de 2005, la commune comptait 3 476 habitants, dont 1 728 pour Isanguele Ville.
Selon une étude datée de 2015, la population est estimée à 1 225 habitants.
Le usaghade est parlée dans l'arrondissement d'Isanguele.

## Structure administrative de la commune
Outre Isanguele proprement dit, la commune comprend les villages suivants  :
- Abat
- Ambritip
- Ekumamindo
- Iso'obo
- Masaka